# Dobomysł
Dobomysł – książę obodrzycki panujący w 2. połowie IX wieku.
Jego imię notowane jest w źródłach w łacińskiej formie Tabomuizl. Kazimierz Wachowski uważał go za wielkiego księcia Związku obodryckiego, co jednak odrzucają inni badacze. Zgodnie z informacją zapisaną w Annales Fuldenses w 862 roku odparł najazd Ludwika II Niemieckiego, a następnie wydał królowi zakładników, w tym swojego syna, o czym nie wspominają jednak w opisie tegoż konfliktu Annales Bertiniani.